# Te Hapua

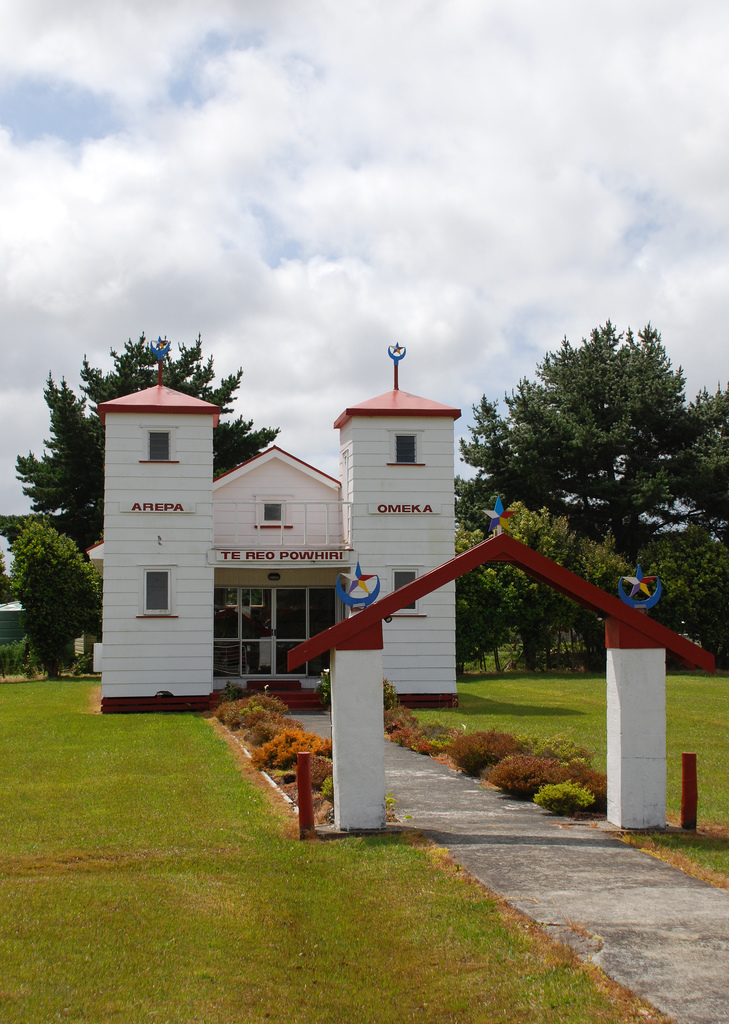
l’église Ratana de Te Hapua

Te Hapua est une localité située sur les berges du mouillage de Parengarenga Harbour (en) dans la région du Northland dans l’île du Nord de la Nouvelle-Zélande.

## Situation
Te Hapua est la ville la plus au nord de l’ Île du Nord de la Nouvelle-Zélande.

## Accès
La route pour Te Hapua quitte la State Highway 1/S H 1 au niveau de la ville de  Waitiki Landing .

## Personnalités notables
Matiu Rata (en), ministre du Cabinet dans le Troisième gouvernement travailliste (en) en 1970 et fondateur du parti Mana Motuhake (en), était né à Te Hapua en 1934.
La marche des terres Maori (en) de 1975 quitta la ville de Te Hapua pour Wellington le 14 septembre 1975 (nommée:’Maori Language Day’).

## Éducation
- L’école de Te Hapua est une école primaire mixte allant de  l’année 1 à 8, avec un taux de décile de 1 et un effectif de 24 élèves[4]. C’est l’école située la plus au nord de toute la Nouvelle-Zélande .